# Kherwara
|  | Per a altres significats, vegeu «Thakurat de Kherwara». |

Kherwara o Kherwara Chhaoni és una ciutat de cens al districte d'Udaipur al Rajasthan. Segons el cens de 2001 té una població de 6.642 habitants.

## Història
Fou un antic cantonment (campament militar) de l'Índia Britànica, seu principal del Mewar Bhil Corps.
El cantonment de Kherwara (depenia de la 5a divisió o Divisió de Mhow i del comandant Occidental de l'Exèrcit de l'Índia. Estava situat al sud-oest del principat de Mewar (Udaipur) a uns 80 km al sud d'Udaipur (Rajasthan) en una vall a la riba del Godavari. La població el 1901 era de 2.289 habitants
El cantonment a més d'escola militar i hospital militar, tenia una escola de la Societat Missionera de l'Església i un hospital de 10 llits. El comandant dels Bhil Corps era també Superintendent polític dels "Hilly Tracs" (Terres Muntanyoses), un territori salvatge format per dos principats (sota bhúmies, és a dir "caps") de Kherwara i Kotra amb un total de 361 pobles i 34.296 habitants quasi tots bhils; la major part dels pobles estaven sota autoritat de giràsies (caps locals); bhúmies i giràsies pagaven tribut al darbar de Mewar; els caps més notables eren els raos de Jawas, Para i Madri.